# Vejstrupgård
Vejstrupgård var oprindelig en landsbyhovedgård, et led i den by, hvorefter den har fået sit navn. Gården ligger i Vejstrup Sogn, Gudme Herred, Gudme Kommune. Hovedbygningen er opført i 1754, tilbygget i 1802 og ombygget i 1842.
Vejstrupgård Gods er på 200 hektar

## Ejere af Vejstrupgård
- (1359-1372) Jens Carlsen
- (1372-1437) Nicholaus Pæthersson
- (1437-1483) Hestred Kep
- (1483-1535) Peder Lauridsen
- (1535-1581) Kronen
- (1581-1583) Mikkel Nielsen Sandberg
- (1583-1618) Oluf Gaas
- (1618-1623) Niels Oluf Gaas (søn)
- (1623-1637) Hilleborg Stigsdatter Pors gift Gaas
- (1637) Christian Gaas (bror)
- (1637) Kirsten Nielsdatter Gaas gift Kaas (brors datter)
- (1637-1676) Erik Kaas
- (1676-1688) Rudbek Eriksen Kaas (søn)
- (1688) Sophie Christine Rudbeksdatter Kaas gift Gagge
- (1688-1708) Rudbek Gagge
- (1708-1709) Sophie Christine Rudbeksdatter Kaas gift Gagge
- (1709-1713) Jacob Pedersen
- (1713-1722) Rasmus Pedersen
- (1722-1749) Hans Kellinghuusen
- (1749-1751) Christian Møller / Oluf Borchlund
- (1751-1760) Oluf Borchlund
- (1760-1771) Johan Thomas Flindt
- (1771-1782) Bernhard von Westen
- (1782-1799) Hans Koefoed
- (1799-1802) Frederik Christian af Augustenborg
- (1802-1810) Hans Koefoed
- (1810-1813) Simon Andersen Dons
- (1813-1816) Rasmus Møller
- (1816-1847) Hans Møller (søns søn)
- (1847-1874) Hans Bredal Møller (søn)
- (1874-1918) Hans Bredal Møller (søn)
- (1918-1921) Firmaet Petersen & Jensen
- (1921-1957) Poul Christiansen
- (1957-1984) Poul Christiansen (søn)
- (1984-2009) Niels Jørgen Harald Halberg
- (2009-) Anders Christian Halberg

|  | Denne artikel om en bygning eller et bygningsværk kan blive bedre, hvis der indsættes et (bedre) billede. Du kan hjælpe ved at afsøge Wikimedia Commons for et passende billede eller lægge et op på Wikimedia Commons med en af de tilladte licenser og indsætte det i artiklen. |

55°6′11″N 10°42′21″Ø / 55.10306°N 10.70583°Ø